# Stazione di Pracchia (FAP)
La stazione di Pracchia era una stazione ferroviaria, situata sulla linea ferroviaria Pracchia-San Marcello Pistoiese-Mammiano, segmento ferrato a gestione privata della Montagna pistoiese. Fu costruita come stazione di scambio con l'omonimo impianto delle Ferrovie dello Stato e per servire la località di Pracchia, piccola frazione montana del comune di Pistoia.

## Caratteristiche

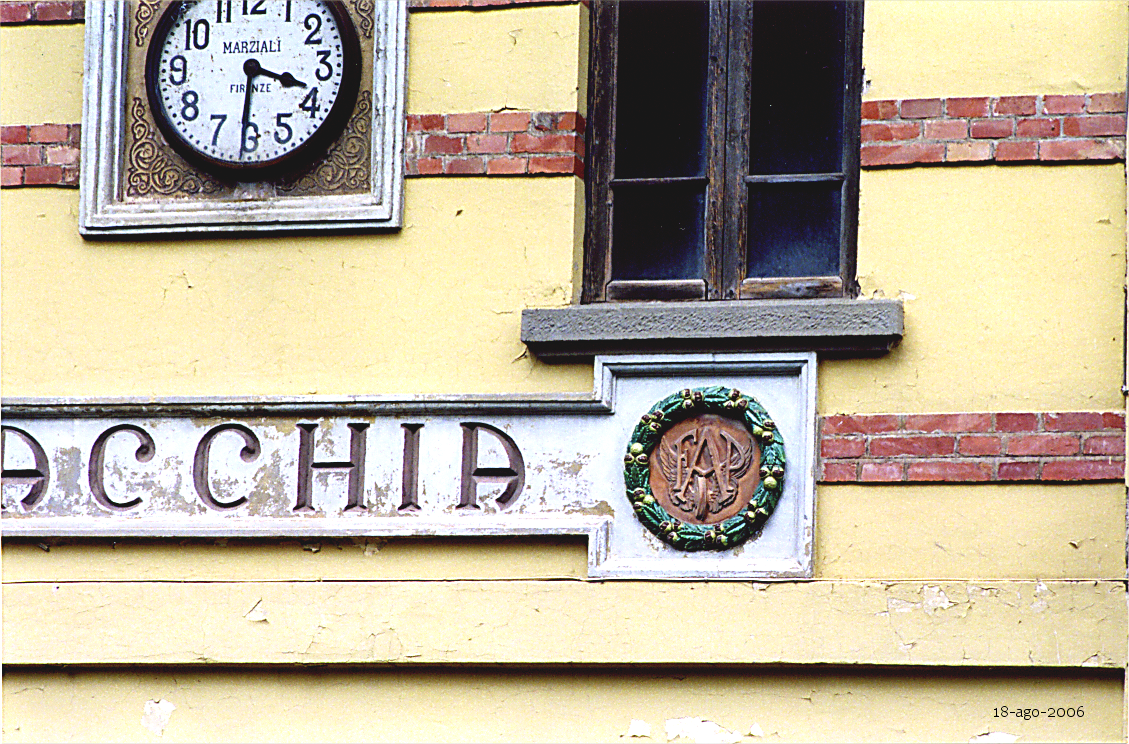
Particolare della facciata con lo stemma della FAP

L'impianto di Pracchia della Ferrovia Alto Pistoiese (posto a 616 metri s.l.m) venne costruito sfruttando l'esiguo spazio sottratto al terrapieno realizzato nel vecchio alveo del Fiume Reno come piazzale stradale esterno prospiciente il fabbricato viaggiatori della stazione di Pracchia FS  sulla ferrovia Bologna-Pistoia.
La stazione della FAP, dotata di un fabbricato viaggiatori (il cui asse determinava il km 0,000 della linea per Mammiano) con annesso minimo magazzino merci (sul lato sud-est dell'edificio), ed era di tipo ferrotranviario con il solo accesso dal lato dei binari mentre il retro era sprovvisto di piazzale esterno e si affacciava direttamente sul fiume. L'impianto era dotato di una rimessa locomotive (al km 0,314), oltre agli scambi di raccordo con il piazzale statale (a scartamento ordinario) per lo scambio delle merci. Per questo scopo la FAP utilizzava una gru a ponte o a portale che era affiancata al piano di carico delle FS a sua volta munito di una gru del tipo ad argano.
Sul frontone dell'edificio che ospitava fabbricato viaggiatori e l'attiguo magazzino merci si conserva l'insegna in conglomerato cementizio con il nome della stazione e lo stemma decorato originario della ferrovia. L'edificio è in stato di abbandono. Nel 2022 l'edificio è stato acquistato dall'Unione dei Comuni Montani dell'Appennino Pistoiese.

## Storia
Fu inaugurata il 21 giugno 1926, insieme all'apertura della Ferrovia Alto Pistoiese ed ha svolto servizio fino al 30 settembre 1965, data dell'ultima corsa dei convogli. Successivamente e fino ai primi anni settanta la stazione ospitò un bar tabacchi che serviva i viaggiatori della vicina stazione.